# Heil- und Pflegeanstalt Obrawalde

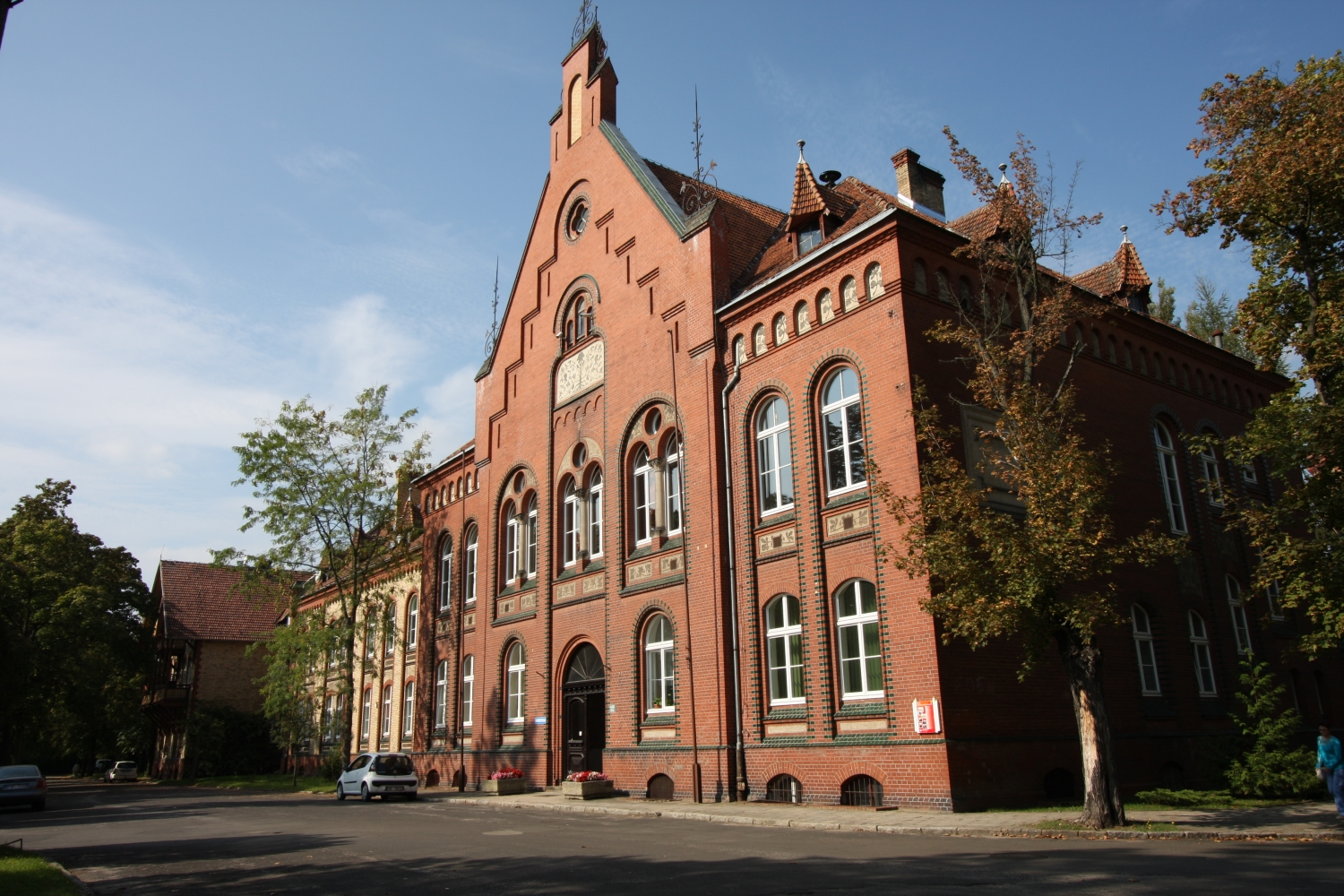
Verwaltungsgebäude der Anstalt (2011)

Die Heil- und Pflegeanstalt Obrawalde, auch als Landeskrankenanstalt Meseritz-Obrawalde bezeichnet, ist eine im Jahre 1904 errichtete Nervenheilanstalt in der preußischen Provinz Posen in der Nähe der Kreisstadt Meseritz (heute Międzyrzecz, Polen). Sie heißt heute Samodzielny Publiczny Szpital dla Nerwowo i Psychicznie Chorych w Międzyrzeczu.

## Geschichte

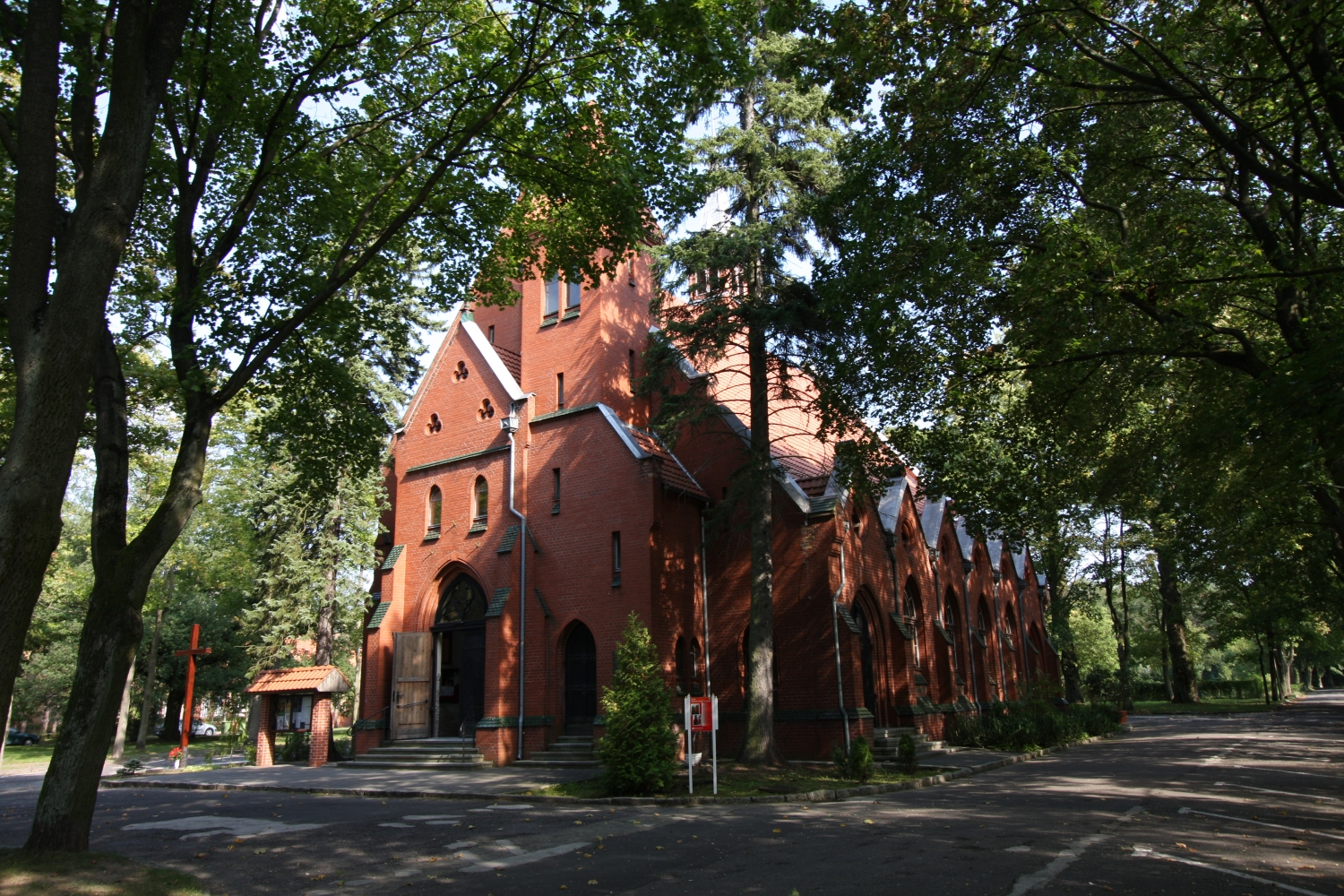
Anstaltskirche (2011)

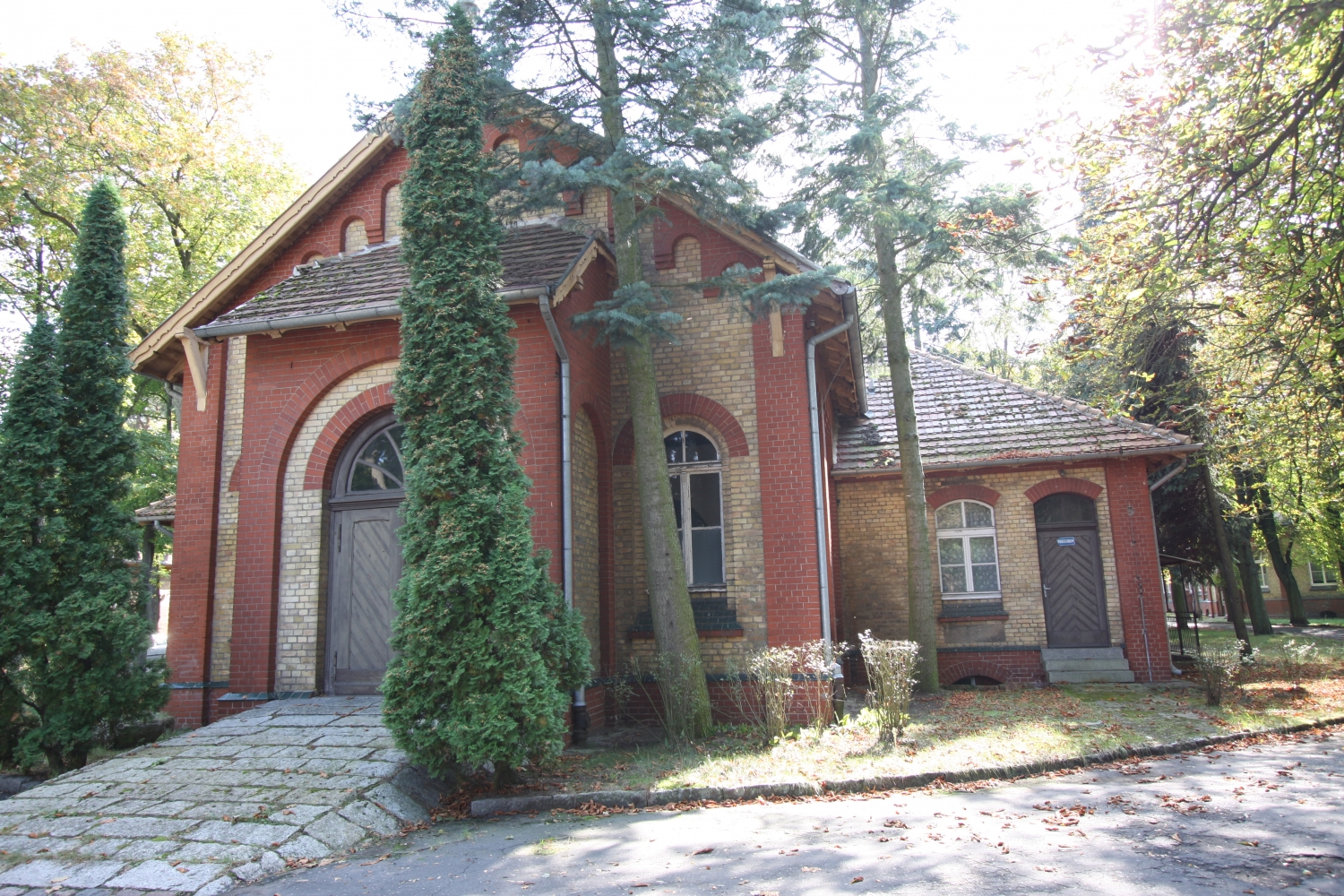
Leichenhalle (2011)

Die „Provinzial-Irrenanstalt Obrawalde bei Meseritz“ wurde 1904 als vierte Irrenanstalt der preußischen Provinz Posen nach Plänen des Meseritzer Architekten Kübler errichtet. Zur Anstalt gehörten 114 Hektar Land, auf dem die Patienten im Rahmen der Beschäftigungstherapie Obst und Gemüse anbauten, und eine eigene Webereiwerkstatt, die bis in die 1970er Jahre betrieben wurde. Rund 27 Hektar des Geländes wurde durch die Anstaltsbauten beansprucht, die im Pavillonstil errichtet wurden.
Ausgelegt war die Anstalt zunächst für 700 Patienten; es bestand jedoch die Möglichkeit, die Kapazität auf 1200 Patienten zu erhöhen, da die Versorgungsgebäude groß genug gebaut worden waren. Diese Häuser lagen in der Hauptachse der Anstalt, die von Süden nach Norden ausgerichtet war. Verwaltungsgebäude, Kirche sowie Ärzte- und Beamtenwohnhäuser lagen nahe dem Haupteingang im Süden. Die Pavillons für die Patienten – zweigeschossig und aus rotgelben Klinkersteinen – befanden sich parallel zur Hauptachse, der Bereich für die Männer im östlichen Teil, für die Frauen im westlichen Teil.
Auf jeder Seite befand sich zunächst das Aufnahmehaus, nach Norden schlossen sich dann die Siechenabteilungen und die Lazaretthäuser an. Es folgten die Häuser für halbruhige Kranke, für unruhige Kranke und schließlich das Bewahrhaus für besonders gefährliche Patienten. Zurückgesetzt von der Hauptachse befanden sich auf der Männerseite ein Haus und auf der Frauenseite zwei Häuser für ruhige Kranke, deren Türen nicht verschlossen wurden. Das Pflegepersonal war im Nordosten des weitläufigen Geländes in sechs Doppelhäusern untergebracht. Zusätzlich existierte eine Wellblechbaracke, in der bis zu 14 Patienten unter Aufsicht eines Pflegers leben konnten. In den Jahren 1908 und 1909 wurden die ersten Erweiterungsbauten fertiggestellt.

### Weimarer Republik
Als Folge des Friedensvertrages von Versailles kam der größte Teil der Provinz Posen 1920 zu Polen; der westliche Teil, darunter der verkleinerte Landkreis Meseritz mit der Heilanstalt, wurde 1922 in der neugebildeten Provinz Grenzmark Posen-Westpreußen zusammengefasst. Mit Staatsverwaltungsakt vom 20. November 1919 wurde für die neue Grenzmark Posen-Westpreußen in Schneidemühl ein Regierungssitz eingerichtet. Da in der kleinen Kreisstadt Schneidemühl keine Verwaltungsbauten verfügbar waren, verlegt man die Provinzverwaltung vorübergehend zu großen Teilen in die Landesheil- und Pflegeanstalt Obrawalde, deren von der Provinzregierung Posen 1902–1904 erbauten 26 Gebäude zur Hälfte leer standen. Aus dem aufgelösten Arbeits- und Landarmenhaus Fraustadt, den Taubstummenanstalten Schlochau und Schneidemühl kamen Möbel und Bürogegenstände. Die Arbeitsumstände waren denkbar schlecht: der Anstalt fehlte ein Bahnanschluss, die Post kam nur einmal pro Tag, das Telefonnetz war unzureichend.
Da mit den neuen Reichsgrenzen die ehemaligen Provinzen Posen und Westpreußen nun in Polen lagen, fehlte der größte Teil des Einzugsgebietes, wodurch weniger Patienten in die Klinik kamen. Man suchte deshalb nach neuen Bereichen, um die Klinik besser auszulasten.
1921 wurde ein Altersheim gegründet und 1924 ein Geburtshaus eröffnet. Hier konnten unverheiratete Frauen ihre Kinder gebären, diese auch in der Klinik lassen und zur Adoption freigeben.

### Zeit des Nationalsozialismus
Mit Auflösung der Provinz – 1938 – kam der Landkreis Meseritz zur Provinz Brandenburg. Die Landesanstalt Obrawalde, obwohl jetzt auf brandenburgischem Gebiet liegend, wurde dem Provinzialverband Pommern zugeschlagen. Damit übernahm Pommern eine moderne, leistungsfähige Einrichtung, die damals noch über acht Abteilungen verfügte: neben der Heil- und Pflegeanstalt gab es ein Altersheim, eine Frauenklinik, eine Kleinkinderabteilung, eine orthopädische, innere und neurologische Abteilung sowie eine Lungenheilstätte.
Im Jahr 1939 kam es zu Verhandlungen mit der Stadt Berlin über die zukünftige Nutzung der Anstalt, in deren Folge sie wieder in eine reine Anstalt für „Geisteskranke“ umgewandelt wurde, die mit Patienten aus Berlin belegt wurde. Anfang 1939 waren ungefähr 900 Patienten in Obrawalde untergebracht, bis zum Ende desselben Jahres stieg die Anzahl auf mehr als 2000, für die insgesamt drei Ärzte zuständig waren.
Durch die Gründung des Deutschen Gemeindetags im Dezember 1933, dem alle deutschen Gemeinden angehören mussten, oblag die Aufsicht über die Heilanstalten dem Oberpräsidenten der jeweiligen Provinz, die in Pommern in Personalunion durch den NSDAP-Gauleiter Franz Schwede-Coburg ausgeführt wurde.
Unter dem Vorwand der Räumung für kriegswichtige Zwecke oder der Evakuierung aus bombengefährdeten Gebieten ordnete Schwede-Coburg im Herbst 1939 – unabhängig, selbständig und zeitlich vor der Aktion T4 – die Räumung der Heil- und Pflegeanstalten in Treptow an der Rega, Lauenburg, Meseritz-Obrawalde und der IV. Pommerschen Heil- und Pflegeanstalt in Stralsund an und ließ den größeren Teil der Patienten ermorden. Diese Morde geschahen zwischen Oktober 1939 und Januar 1940 im Massaker von Piaśnica durch den SS-Wachsturmbann Eimann, bzw. durch das Sonderkommando Lange mit Gaswagen. An diesen Aktionen soll der spätere Direktor in Obrawalde Walter Grabowski beteiligt gewesen sein.
Bis zum Jahr 1941 wurden so in den pommerischen Anstalten Lauenburg 990 Betten, in Stralsund 1150 Betten und Stettin-Kückenmühle 1500 Betten an die Waffen-SS abgegeben und die Anstalt Treptow/Rega mit 980 Betten als Reserve-Lazarett eingerichtet. Im Haushalt des Provinzialverbandes für 1940 heißt es: „Weitere Veränderungen ergaben sich insofern, als nach dem Abschluss des polnischen Feldzuges aus den pommerschen Anstalten über 2300 Geisteskranke außerhalb der Provinz untergebracht werden konnten“. Die „Unterbringung“ dieser 2300 Geisteskranken in den eroberten polnischen Gebieten ist als Tarnbezeichnung einer frühen, auf Pommern und die Reichsgaue Danzig-Westpreußen und Wartheland beschränkten Krankenmord-Aktion zu verstehen.
Zeitgleich wurden von Ende 1939 bis August 1941 eine unbekannte Anzahl von Patienten im Rahmen der Aktion T4 getötet, indem sie in eine der dafür bestimmten „Tötungsanstalten“ verlegt wurden. In Krankengeschichten von Patienten aus Obrawalde, die sich im Landesarchiv Berlin befinden, ist dokumentiert, dass diese Patienten in die Tötungsanstalt Pirna-Sonnenstein und Tötungsanstalt Bernburg verbracht wurden, um dort ermordet zu werden.
Mit der Ernennung von Grabowski als „Technischen Direktor“ der Anstalt begannen auf Anordnung des Gauleiters Schwede-Coburg 1941 die Krankenmorde in der Anstalt. Seit November 1941 war der reaktivierte Pensionär Hermann Vollheim (* 28. Mai 1875 in Eisleben; zum 31. Dezember 1945 für tot erklärt) ärztlicher Leiter der Anstalt. Er weigerte sich aber, an den Mord-Aktionen teilzunehmen, weshalb an seine Stelle 1942 der ebenfalls aus dem Ruhestand zurückgeholte Theophil Mootz (* 2. Juni 1872 in Fischau; † 1945 oder später im Zuchthaus Waldheim) trat. Dieser ordnete sich Grabowski völlig unter und besorgte die medizinisch-technische Abwicklung der Krankenmorde. Er nahm die Selektion der Opfer vor und zeichnete später in den Krankengeschichten die angebliche Todesursache ab. Die Giftinjektionen tätigten in seinem Auftrag einige ausgewählte Pfleger. Außer den Ärzten Mootz und Hilde Wernicke, die im Rahmen der Kindereuthanasie die euphemistisch genannte Kinderfachabteilung der Anstalt leitete, waren vom Pflegepersonal Amanda Ratajczak, Helene Wieczorek, Herman Gulke, Kurt Weidemann, Walter Schmidt, Willi Plewa sowie 21 „Schwestern des Todes“ aktiv an den Tötungen beteiligt.
Die systematischen Tötungen der Patienten begannen wahrscheinlich im Sommer 1942 unmittelbar nach der Ernennung von Mootz zum ärztlichen Leiter der Anstalt. Die frühesten Fälle von Patienten, die aus den Berliner Wittenauer Heilstätten (heute Karl-Bonhoeffer-Nervenklinik) nach Meseritz verbracht wurden, sind für Anfang August 1942 dokumentiert.
Die Ermordung der Patienten geschah in speziell eingerichteten Sterbezimmern und wurde von einer Krankenschwester folgendermaßen beschrieben: „Ich begleitete die Kranke in das Behandlungszimmer, nahm aus einer Tüte drei Esslöffel Veronal, löste es in einem Glas Wasser und gab es der Kranken zu trinken. Wenn sich die Kranke widersetzte, musste man eine dünne Sonde anwenden. Gelegentlich gab es dabei Nasenbluten“. Für die Männerabteilung berichtete ein Pfleger, dass Kranke in das Todeszimmer gerufen wurden, dort eine Injektion mit einer Überdosis Morphium oder Scopolamin in den Oberschenkel erhielten und dann „schnell starben“. Einige Patienten wurden durch Luftinjektionen (siehe Luftembolie) umgebracht oder erschossen. Allein zwischen Januar und September 1944 starben, so bekundete ein nur für die Mordanstalt geschaffenes fiktives Standesamt auf dem Totenschein, an „Herz- oder Altersschwäche“ 3241 Patienten. Anfangs wurden sie zur Einäscherung ins Krematorium von Frankfurt (Oder) transportiert, später auf dem Anstaltsfriedhof, der sich auf der rückwärtigen Seite an das Gelände anschließt, in Massengräbern verscharrt. Zwei davon wurden nach der Übernahme der Anstalt durch die Rote Armee untersucht. Die anderen sollen noch erforscht werden (Stand: Mai 2025).
Regelmäßig erhielt die Anstalt Neueinlieferungen aus dem Rheinland und Westfalen, aus Berlin, Hamburg und Bremen. Diese Transporte trafen üblicherweise zwischen 23 und 24 Uhr auf dem anstaltseigenen Bahngleis ein und umfassten bis zu 300 Personen. Die Ankommenden wurden noch auf dem Bahnhof „selektiert“ und die nicht Arbeitsfähigen innerhalb weniger Tage umgebracht.
Die Arbeitsfähigen erwartete schwere körperliche Arbeit bei Unterernährung und Misshandlung, so dass viele an Erschöpfung und chronischer Unterernährung starben.
Die erforderlichen Medikamente bezog die Anstalt von der „Zentraldienststelle T4“, einer Tarnorganisation der Kanzlei des Führers, die mit der Durchführung der Krankenmorde im Nationalsozialismus beauftragt war.
In der Anstalt befanden sich nicht nur Patienten aus Deutschland, sondern auch aus Polen und der Sowjetunion. Des Weiteren befanden sich dort Kriegsgefangene aus den Niederlanden, Belgien, Frankreich, der Tschechoslowakei und weiteren Nationen sowie Personen, die wegen ihrer politischen Überzeugung hier eingesperrt waren.
Bekannte Opfer sind der Maler Hans Ralfs, die Hochschulprofessorin Gertrud Ferchland, der Widerstandskämpfer Alexander von Kameke oder der Komponist Norbert von Hannenheim, der überlebte, aber nach der Befreiung an anderen Krankheiten starb.

### Befreiung durch die Rote Armee
Beim Herannahen der Roten Armee am 29. Januar 1945 setzte sich der größte Teil des Pflegepersonals nach Westen ab. Mit der fliehenden Bevölkerung wurde auch ein Teil der Patienten Richtung Westen evakuiert und in Anstalten in der Nähe Berlins untergebracht. Die Anstalt wurde von der Roten Armee besetzt und der Zahnarzt Richard Rosenberg, der geblieben war, als Anstaltsleiter eingesetzt. Er schildert seine Erlebnisse in dieser Zeit in einem Bericht, den er dem sowjetischen Arzt und Oberst der Roten Armee Goldowski gewidmet hat. Am 16. Februar 1945 kam eine sowjetische Militärkommission nach Obrawalde, um die Vorgänge in der Anstalt zu untersuchen. Anhand der vorgefundenen Akten stellte man fest, dass innerhalb der letzten zwei Jahre über 10.000 Personen ermordet wurden, die letzten beiden durch die Oberpflegerin Ratajczak einen Tag vor der Übernahme durch die Rote Armee. Oberpflegerin Amanda Ratajczak, die vorher geflohen war und von der Sowjetarmee verhaftet wurde, musste in einer Zelle vorführen, wie die Patienten getötet wurden, und wurde dabei gefilmt.
Der Direktor der Anstalt Walter Grabowski ist seit dem 29. Mai 1945 verschollen. Er beging vermutlich Suizid. Durch das Amtsgericht Berlin-Tiergarten wurde 1961 gegen Grabowski Haftbefehl erlassen, dieser jedoch 1991 aufgrund des mutmaßlichen Todes Grabowskis wieder aufgehoben. Der ärztliche Leiter Theophil Mootz soll 1945 von sowjetischem Militär verhaftet worden sein und wurde für tot erklärt.
Vollheim hatte sich nicht an den Tötungen beteiligt und wurde von der sowjetischen Kommission zur Untersuchung der Tötungen mit „absoluter Achtung gewürdigt“. Er soll aber ebenfalls verhaftet worden sein und wurde mit dem 31. Dezember 1945 für tot erklärt.
Pfleger Weidemann beging am dritten oder vierten Tag nach dem Einmarsch der Roten Armee Suizid.
Am 1. Juli 1945 wurde die Anstalt von polnischen Behörden übernommen.

### Gerichtsprozesse und Urteile
Oberpflegerin Amanda Ratajczak wurde von den Sowjets verhaftet und gab zu, über 2500 Menschen umgebracht zu haben. Später wurde sie in Meseritz vor ein sowjetisches Kriegsgericht gestellt und zusammen mit dem Pfleger Hermann Guhlke, der ebenfalls für schuldig befunden wurde, standrechtlich erschossen.
Hilde Wernicke wurde am 10. August 1945 verhaftet. Ihr wurde gemeinsam mit der Pflegerin Helene Wieczorek am Landgericht Berlin ein Prozess wegen der Beteiligung an Euthanasieverbrechen gemacht, der am 26. März 1946 mit einem Todesurteil endete. Beide wurden am 14. Januar 1947 im Zellengefängnis Lehrter Straße mit dem Fallbeil hingerichtet.
Im Münchener Euthanasie-Prozess von 1965 lautete die Anklage auf heimtückische gemeinschaftliche Tötung von Menschen aus niedrigen Beweggründen bzw. auf Beihilfe zum gemeinschaftlichen Verbrechen des Mordes.
Hauptangeklagte waren:
- die Abteilungsoberschwester Luise Erdmann, 63, in 210 Fällen,
- die Forstarbeiterin Margarete Tunkowski, 54, in 200 Fällen,
- die Krankenschwester Erna Elgert, 58, in 200 Fällen,
- die Krankenschwester Martha Winter, 56, in 150 Fällen.

Die weiteren 14 angeklagten Krankenschwestern und Pfleger wurden von der Anklage der Beihilfe zum Mord an etwa 8000 Euthanasie-Opfern freigesprochen. Nach Ansicht des Gerichts reichten die Beweise nicht aus.

### Nutzung heute
Heute befindet sich hier die psychiatrische Klinik Samodzielny Publiczny Szpital dla Nerwowo i Psychicznie Chorych w Międzyrzeczu.

## Gedenken

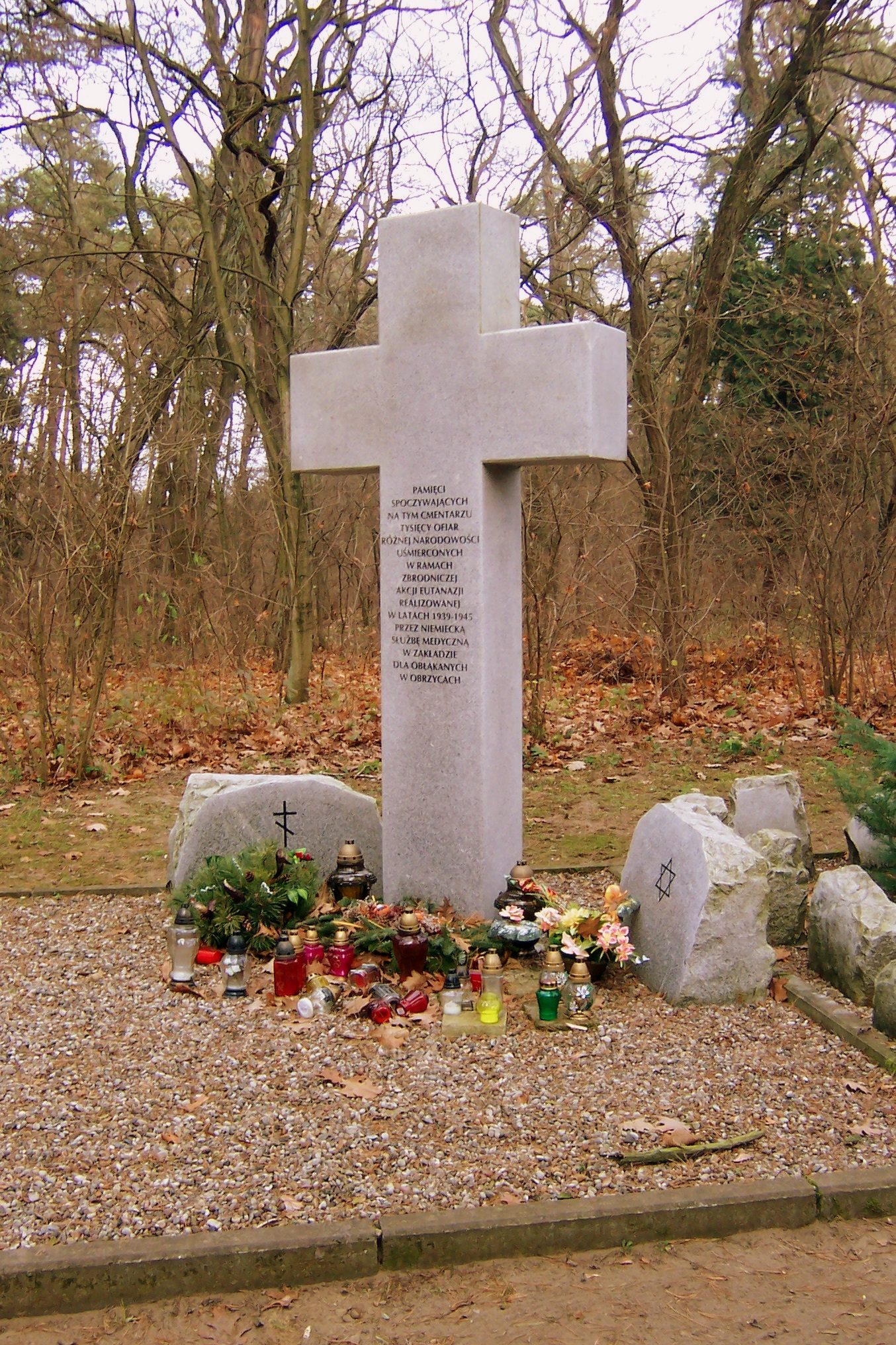
Gedenkstätte

Zum Andenken an die Opfer des Patientenmordes in den Jahren 1942–1945 wurde 1996 auf dem Friedhof hinter dem Krankenhausgelände ein Gedenkstein errichtet. Eine permanente Ausstellung im Hause erinnert an die Schreckensjahre in der Anstalt.
Am 26. Januar 2010 wurden die von polnischen Wissenschaftlern 2009 aufgefundenen Sterbebücher der Anstalt mit Namen von 5000 überwiegend aus Berlin stammenden Opfern dem Landesarchiv Berlin übergeben.